# “天网”行动
“天网”行动是中华人民共和国政府设立的一个逮捕外逃中国共产党党员和政府官员的反腐败追逃追赃行动。

## 进程
2015年3月，中央反腐败协调小组国际追逃追赃工作办公室的会议在北京市召开，会议部署追逃追赃任务，同时决定启动“天网”行动。此次行动的主要部门是中共中央组织部、中华人民共和国最高人民检察院、中华人民共和国公安部、中国人民银行等。中华人民共和国公安部主要是逮捕犯罪嫌疑人；中华人民共和国最高人民检察院主要负责追逃追赃。中国人民银行负责掌控贪官转移资金；中共中央组织部负责清查贪官护照。
中共中央总书记习近平在中国共产党第十八届中央纪律检查委员会第五次全体会议上说：“……布下天罗地网，决不能让腐败分子躲进‘避罪天堂’、逍遥法外。”
2015年3月28日下午，中华人民共和国外交部和中华人民共和国驻老挝大使馆配合中华人民共和国公安部联合缉捕工作组把躲避在老挝的贪官原天津市国家税务局直属分局原局长庞顺喜、原天津港保税区瀚通国际贸易有限公司原总经理安慧民缉捕归案，首战告捷。
2015年，国际刑警组织中国国家中心局公布了“百名红色通缉令”，追捕100名涉嫌犯罪的外逃国家工作人员、重要腐败案件涉案人等人员。
中央纪委副书记、国家监委副主任肖培在2021年6月28日召开的庆祝中国共产党成立100周年活动第二场新闻发布会上提及，2014年开展“天网”行动以来，从120个国家和地区追回外逃人员9165人，其中党员和国家工作人员2408人，追回赃款217.39亿元，“百名红通人员”已有60名归案。